# Inchaurrondo

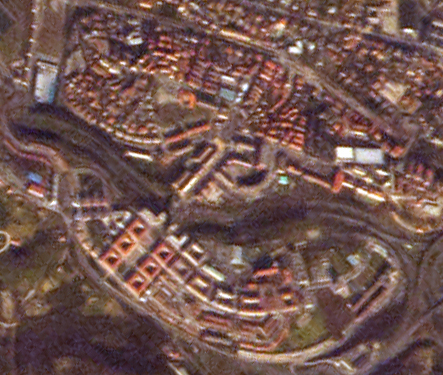
Intxaurrondo desde el aire

Inchaurrondo (oficialmente y en euskera Intxaurrondo, que en castellano significa ‘nogal’) es un barrio de San Sebastián (Guipúzcoa, España) situado al sur de Ategorrieta. Limita por el oeste y el este con Eguía y Alza, respectivamente. Perteneció al municipio de Alza hasta el año 1939, en el que fue anexionado a San Sebastián.
Asimismo, la variante de San Sebastián (GI-20) divide el barrio en dos zonas: Hego Intxaurrondo (Inchaurrondo Sur) e Ipar Intxaurrondo (Inchaurrondo Norte). En Inchaurrondo se encuentra la Comandancia de la Guardia Civil de Guipúzcoa, donde se desarrollaron las más importantes operaciones antiterroristas del siglo XX.

## Historia[8]
Las primeras referencias sobre los terrenos ocupados por el actual barrio de Intxaurrondo, nos hablan de una zona con frondosos bosques, con especies autóctonas de gran porte, como robles, hayas, castaños, nogales, quejigos, etc. Lo que indudablemente, nos hace soñar en una zona con hermoso paisaje más bien deshabitado. En tiempos del rey Sancho el Sabio, hacia la mitad del siglo XII, el término de Altza estaba formado por 29 casas contribuyentes, de las cuales algunas estarían situadas en lo que es hoy Inchaurrondo (no sabiendo cuales son, ni tampoco su ubicación).
Posteriormente, en los siglos más cercanos, se talaron los mencionados bosques, se roturaron sus tierras y parte de los terrenos se convirtieron en pastizales y terrenos de labranza; instalándose en ellos los numerosos caseríos que hasta hace pocos años se ubicaban en este barrio, tales como Intxaurrondo Zaharra, Parada, Larrotxene o Arantzuiene que todavía están en pie, y otros muchos como Lizardi, Zarategi, Baratzategi, Otxoki, Siustegi, etc, desaparecidos.

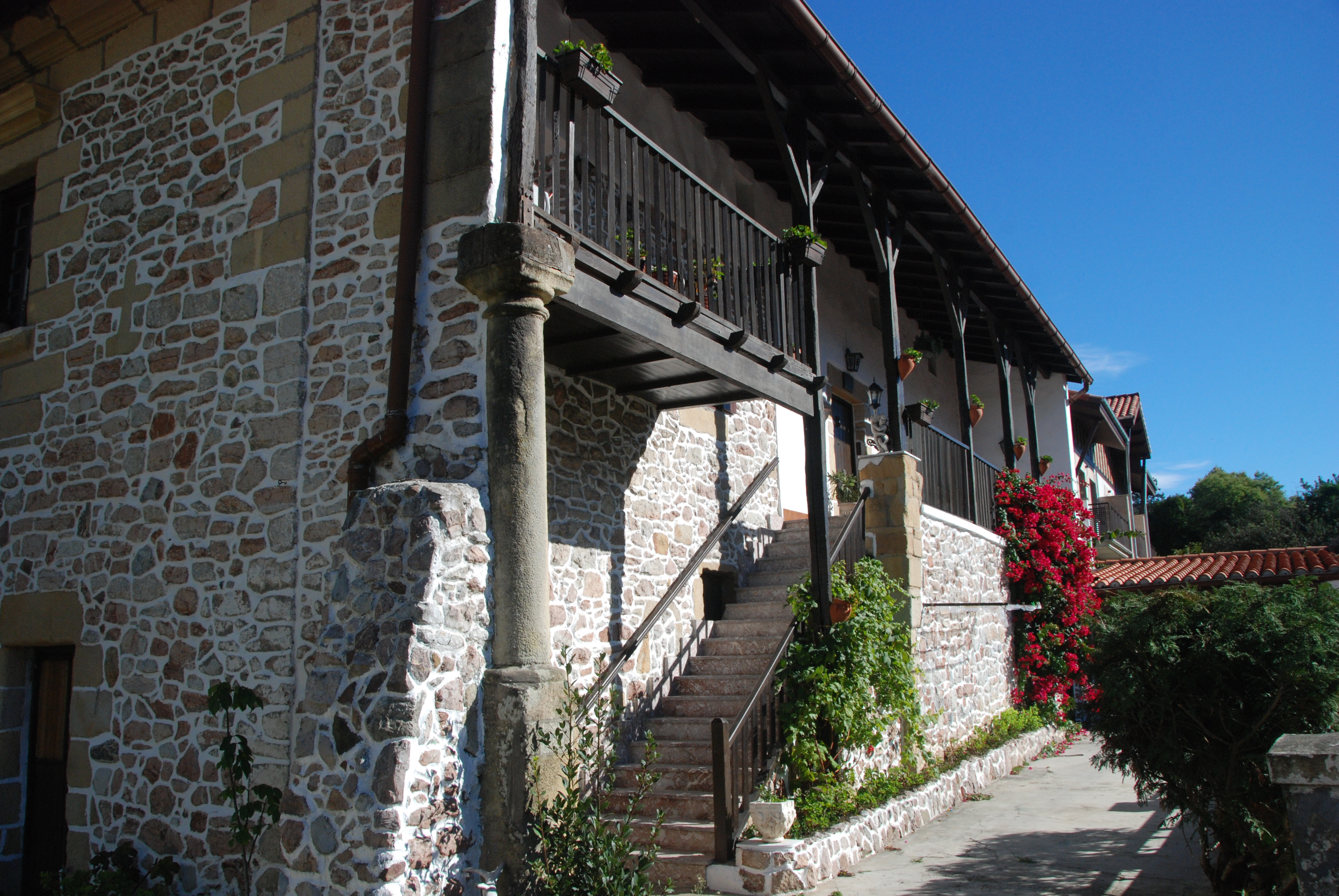
Caserío "Intxaurrondo Zaharra".
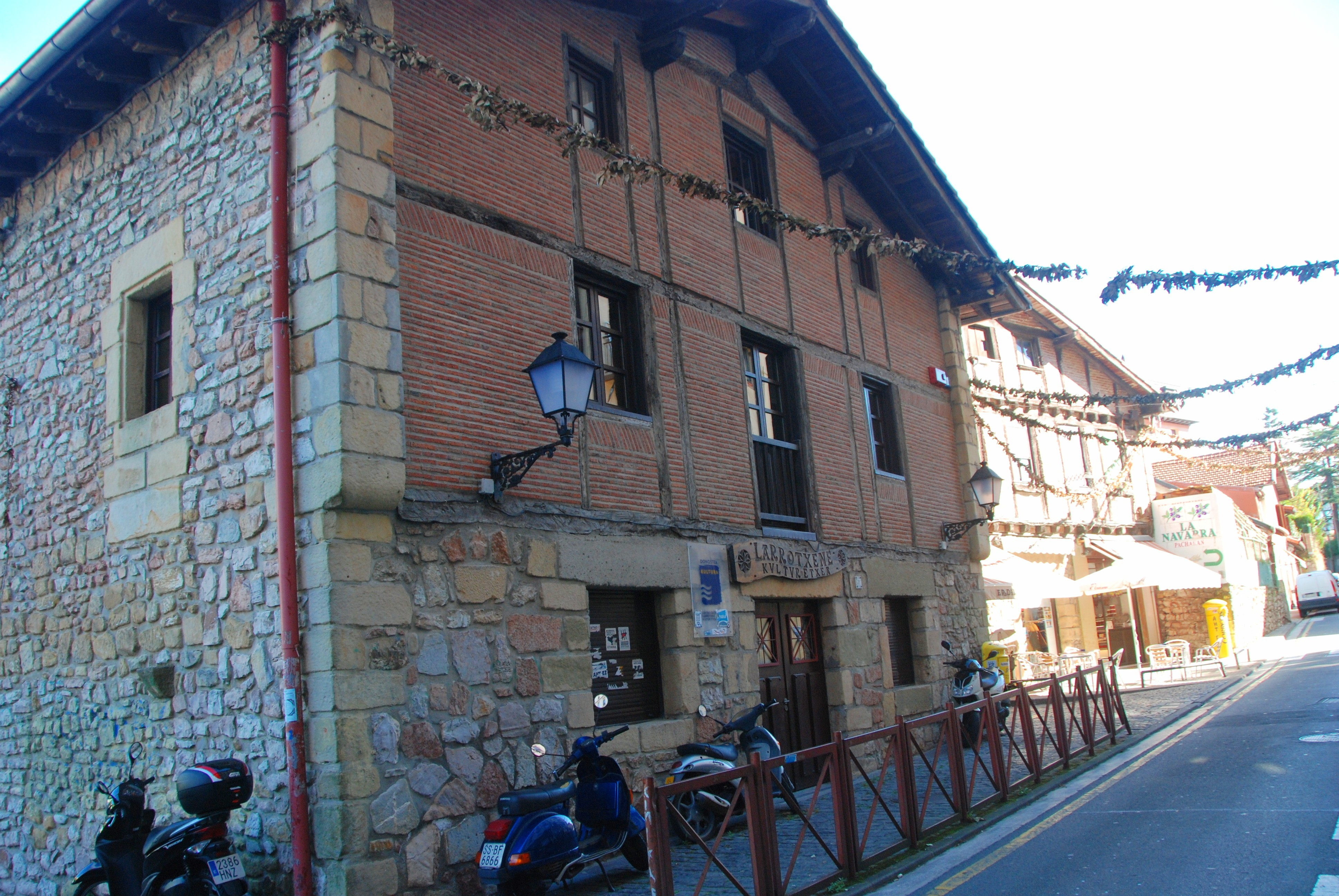
Caserío "Larrotxene", actualmente casa de cultura.
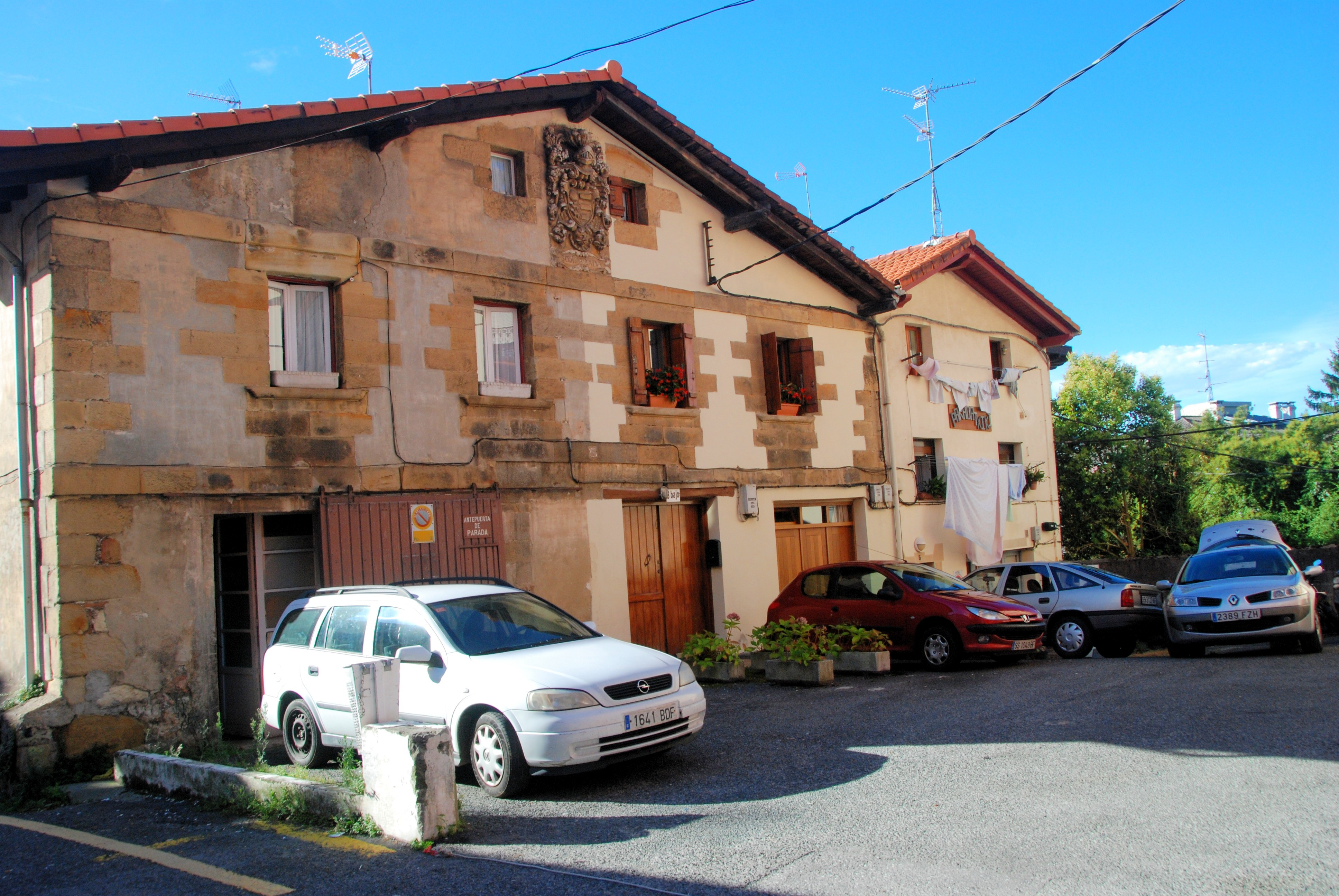
Caserío "Parada".

Estos caseríos, a pesar de su ubicación “idílica”, estaban cercanos a los caminos hacia la frontera y por ello durante las guerras carlistas (desde 1836 hasta finales del siglo XIX) vieron como en lo que hoy es Intxaurrondo se construían fuertes y baluartes como los de Miracruz (Labeas), Jauregi, Cristina (Zarategi), Ametza y Ametzagaina.
De este último todavía se conservan sus restos; desde estos puntos militares y contra ellos, se lanzaban ataques y se defendían de ellos, de los cuales, con toda seguridad se verían afectados los moradores del barrio. 
El barrio como perteneciente al núcleo de Altza, nombrada villa en 1910, participó en los intentos de separación de San Sebastián durante los siglos XIX y XX, logrando ser independiente entre 1821 y 1823; y, más tarde, en 1879 consiguió de nuevo su independencia de San Sebastián, siendo anexionado finalmente en 1940.
Con el nombre de Intxaurrondo se denominaba a un grupo de casas junto a la casa solariega Intxaurrondo Zaharra reconocida como “monumento provincial de interés histórico-artístico” y por extensión a toda la zona desde Ulía a Ametzagaina y desde el alto de Miracruz a Marrutxipi y zonas de Marrutxipi y el propio Altza.
El 20 de agosto de 1864 se inauguró el Ferrocarril del Norte, y con su construcción se dividió el barrio con una gran trinchera, cambiando totalmente su panorámica, en la actualidad se ha cubierto sólo una pequeña parte del tramo del tren, pero el barrio insiste en pedir que se cubra totalmente. A partir de primeros del siglo XX se construyó el tranvía a Rentería y su trazado es el nuevo paseo y parque de Txaparrene y Gaztañaga.
A mediados del siglo XX, comenzaron a construirse las barriadas para obreros, fomentadas por la especulación de la construcción y de forma desordenada. A partir de 1954 se construyeron las barriadas de Elkoro, San Luis, Don Bosco, Irurak, Esperanza, Lafont, Lizardi y Gaztelu. A raíz de la construcción de la variante, el barrio se volvió a dividir en dos grandes núcleos, conocidos como Intxaurrondo Norte y Sur, la variante de San Sebastián crea una barrera semejante a la mencionada trinchera del ferrocarril.
Con esta última fase, prácticamente se ha urbanizado todo el suelo del barrio, excepto los espacios situados en los extremos, como son Ulia y el parque de Ametzagaina.

## Fiestas
Cada parte de Intxaurrondo tiene su propia fiesta: la del sur, Intxaur Jaiak celebrada del 28 de junio al 1 de julio, y la del norte es en Santa Kruz, Intxaurrondo Zaharreko Festak, en la segunda semana de septiembre.